# Restaurant Brands
Restaurant Brands est une entreprise néo-zélandaise faisant partie de l'indice NZSX50, indice principal de la bourse de Nouvelle-Zélande, le New Zealand Exchange. Fondée en 1997 et spécialisée dans la franchise de chaînes de restaurants, elle gère la plupart des KFC, Pizza Hut (groupe Yum! Brands) et Starbucks du pays.